# Чемпионат Таиланда по фигурному катанию
Чемпионат Таиланда по фигурному катанию — ежегодное соревнование по фигурному катанию среди фигуристов Таиланда, организуемое Ассоциацией фигурного катания и скоростного бега на коньках Таиланда. Спортсмены соревнуются в мужском и женском одиночном катании, танцах на льду.

## Медалисты

### Мужчины
| Медалисты в мужском одиночном катании | Медалисты в мужском одиночном катании | Медалисты в мужском одиночном катании | Медалисты в мужском одиночном катании | Медалисты в мужском одиночном катании |
| ------------------------------------- | ------------------------------------- | ------------------------------------- | ------------------------------------- | ------------------------------------- |
| Год                                   | Место проведения                      | Золото                                | Серебро                               | Бронза                                |
| 2005                                  |                                       | Phanyaluck Raisuksiri                 | Других участников не было             | Других участников не было             |
| 2006                                  |                                       |                                       |                                       |                                       |
| 2007                                  |                                       |                                       |                                       |                                       |
| 2008                                  |                                       |                                       |                                       |                                       |
| 2009                                  |                                       | Jirapas Leangsakul                    | Romklao Sopa                          | Карн Луанпреда                        |
| 2010                                  |                                       | Карн Луанпреда                        | Сучет Конгчим                         | Других участников не было             |
| 2011                                  |                                       | Сучет Конгчим                         | Sinthawachiwa Phiriyiphon             | Других участников не было             |
| 2012                                  | Соревнования не проводились           | Соревнования не проводились           | Соревнования не проводились           | Соревнования не проводились           |
| 2013                                  |                                       | Сучет Конгчим                         | Других участников не было             | Других участников не было             |
| 2014                                  | Соревнования не проводились           | Соревнования не проводились           | Соревнования не проводились           | Соревнования не проводились           |
| 2015                                  | Соревнования у мужчин не проводились  | Соревнования у мужчин не проводились  | Соревнования у мужчин не проводились  | Соревнования у мужчин не проводились  |
| 2016                                  | Бангкок                               | Йошиуки Иссарангкул На Айутхайя       | Других участников не было             | Других участников не было             |

### Женщины
| Медалисты в женском одиночном катании | Медалисты в женском одиночном катании | Медалисты в женском одиночном катании | Медалисты в женском одиночном катании | Медалисты в женском одиночном катании |                           |
| ------------------------------------- | ------------------------------------- | ------------------------------------- | ------------------------------------- | ------------------------------------- | ------------------------- |
| Год                                   | Место проведения                      | Золото                                | Серебро                               | Бронза                                |                           |
| 2005                                  |                                       | Тамми Сутан                           | Чарисса Тансомбун                     | Мики Коминами                         |                           |
| 2006                                  |                                       |                                       |                                       |                                       |                           |
| 2007                                  |                                       |                                       |                                       |                                       |                           |
| 2008                                  |                                       |                                       |                                       |                                       |                           |
| 2009                                  |                                       | Мими Танасорн Чиндасук                | Sandra Khopon                         | Taryn Juruensen                       |                           |
| 2010                                  |                                       | Мими Танасорн Чиндасук                | Тарин Йоргансен                       | Preeyapa Klongvessa                   |                           |
| 2011                                  |                                       | Мими Танасорн Чиндасук                | Sandra Khopon                         | Мелани Свонг                          |                           |
| 2012                                  | Соревнования не проводились           | Соревнования не проводились           | Соревнования не проводились           | Соревнования не проводились           |                           |
| 2013                                  |                                       | Мими Танасорн Чиндасук                | Мелани Свонг                          | Тита Ламсам                           |                           |
| 2014                                  | Соревнования не проводились           | Соревнования не проводились           | Соревнования не проводились           | Соревнования не проводились           |                           |
| 2015                                  | Бангкок                               | Промсан Раттанадилок На Пхукерт       | Тита Ламсам                           | Не было других участников             | Не было других участников |
| 2016                                  | Бангкок                               | Тита Ламсам                           | Натали Сангкагало                     | Промсан Раттанадилок На Пхукерт       |                           |

### Танцы
| Медалисты в танцах на льду | Медалисты в танцах на льду                     | Медалисты в танцах на льду                     | Медалисты в танцах на льду                     | Медалисты в танцах на льду                     |
| -------------------------- | ---------------------------------------------- | ---------------------------------------------- | ---------------------------------------------- | ---------------------------------------------- |
| Год                        | Место проведения                               | Золото                                         | Серебро                                        | Бронза                                         |
| 2005                       |                                                | Алиса Аллапач / Питер Конгкасем                | Других участников не было                      | Других участников не было                      |
| 2006                       |                                                |                                                |                                                |                                                |
| 2007                       |                                                |                                                |                                                |                                                |
| 2008                       |                                                |                                                |                                                |                                                |
| 2009                       |                                                |                                                |                                                |                                                |
| 2010                       |                                                |                                                |                                                |                                                |
| 2011- 2016                 | Не было соревнований среди танцевальных дуэтов | Не было соревнований среди танцевальных дуэтов | Не было соревнований среди танцевальных дуэтов | Не было соревнований среди танцевальных дуэтов |